# Summer Heat
Pour plus de détails, voir Fiche technique et Distribution.
Summer Heat (狂戀時, Kuang lian shi) est un film hongkongais du réalisateur japonais Kō Nakahira, crédité sous le pseudonyme de Yang Shu-hsi, et sorti en 1968. C'est un remake de son film Passions juvéniles (狂った果実, Kurutta kajitsu) sorti en 1956.

## Histoire
L'arrivée d'une jeune ingénue (Jenny Hu) au sein d'un groupe de jeunes gens riches et désœuvrés amateurs d'alcool, de sports nautiques, de sexe et de violence bouleverse les rapports fraternels entre l'un des meneurs de la bande (Chin Han) et son jeune frère un peu coincé (Yang Fan).

## Fiche technique
- Titre original anglais : Summer Heat
- Titre original chinois : 狂戀時 (Kuang lian shi)
- Réalisation : Kō Nakahira
- Scénario : Kō Nakahira
- Photographie : Tadashi Nishimoto
- Son : Wang Yong-hua
- Montage : Chiang Hsing-lung
- Musique : Wang Fu Lin ; Jagger/Richards (non crédités)
- Société de production : Shaw Brothers
- Pays d'origine : Hong Kong
- Langue originale : mandarin
- Format : Couleurs - 2,35:1 - Mono - 35 mm
- Genre : drame estival
- Durée :
- Date de sortie :
  -  Hong Kong : 1er septembre 1968

## Distribution
- Jenny Hu : Judy
- Chin Han : David Zhu
- Yang Fan : Zhu Xiao-chun
- Chin Feng : Peter Jiang